# San Miniato
San Miniato (bis 1945 San Miniato al Tedesco) ist eine Stadt mit 27.786 Einwohnern (Stand 31. Dezember 2023) in der italienischen Provinz Pisa in der Toskana. Patron und Namensgeber der Stadt ist der hl. Minias.
Die Stadt ist Mitglied der Cittàslow, einer 1999 in Italien gegründeten Bewegung zur Entschleunigung und Erhöhung der Lebensqualität in Städten durch Umweltpolitik, Infrastrukturpolitik, urbane Qualität, Aufwertung der autochthonen Erzeugnisse, Gastfreundschaft, Bewusstsein und landschaftliche Qualität.

## Geografie
San Miniato liegt zwischen den Mündungen der beiden Flüsse Elsa und Egola in den Arno, eine der Voraussetzungen für die frühe Entwicklung der Stadt. Außerdem kreuzen sich hier zwei wichtige mittelalterliche Verkehrswege. Von der Hügelkette am Rande des an Dörfern und Ansiedlungen reichen Arnotals blickt die Stadt auf die Via Francigena, die europäische Verbindungsstraße nach Rom, sowie auf die Straße von Pisa nach Florenz. Regional betrachtet bilden die „Samminiateser Hügel“ den Angelpunkt zwischen dem Florentiner Gebiet von Montespertoli und San Casciano, dem Val d’Elsa und San Gimignano sowie dem pisanischen Hinterland bis zur einst etruskischen Stadt Volterra, deren Baudenkmäler an klaren Tagen vom Burghügel San Miniatos aus zu sehen sind.
Der Ort liegt in der klimatischen Einordnung italienischer Gemeinden in der Zone D, 1513 GR/G.
Zu den Ortsteilen gehören Balconevisi, Bucciano, Cigoli, Corazzano, Cusignano, Isola, La Catena, La Scala, La Serra, Molino d’Egola, Moriolo, Ponte a Egola, Ponte a Elsa, Roffia, San Donato, San Miniato Basso, San Romano und Stibbio.
Die Nachbargemeinden sind Castelfiorentino (FI), Castelfranco di Sotto, Cerreto Guidi (FI), Empoli (FI), Fucecchio (FI), Montaione (FI), Montopoli in Val d’Arno, Palaia und Santa Croce sull’Arno.

## Geschichte
San Miniato fand als Siedlung erstmals 936 Erwähnung, als der Bischof von Lucca dem Adalberto dei Lombardi von Corvaia die hiesige Burg und Kirche übergab, die bereits im Jahr 783 dokumentiert waren. Die Burg war in der Nähe von San Genesio, das in der Ebene lag, errichtet worden, um die wichtige Straßenkreuzung der Via Francigena und der Römerstraße von Florenz nach Pisa zu überwachen.
Aufgrund dieser strategischen Bedeutung wurde San Miniato von Kaiser Friedrich Barbarossa befestigt, der den Ort darüber hinaus dann zum Zentrum für die kaiserlichen Finanzen der gesamten Toskana machte. Dieser Umstand und die mit der deutschen eng verbundene Stadtgeschichte sowie die große Bedeutung des Ortes für die deutschen Kaiser führte zum Beinamen „al tedesco“ („dem Deutschen“). Otto der Große baute bereits 963 hier ein Kastell. Am Ende des 12. Jahrhunderts wurde die Stadt dann in zwei Bereiche aufgeteilt: die „Incastellatura“, die kaiserliche Burg, und das „Castrum“, die zivile Stadt am Fuß der Burg mit ihren Händlern, Handwerkern und Bauern.

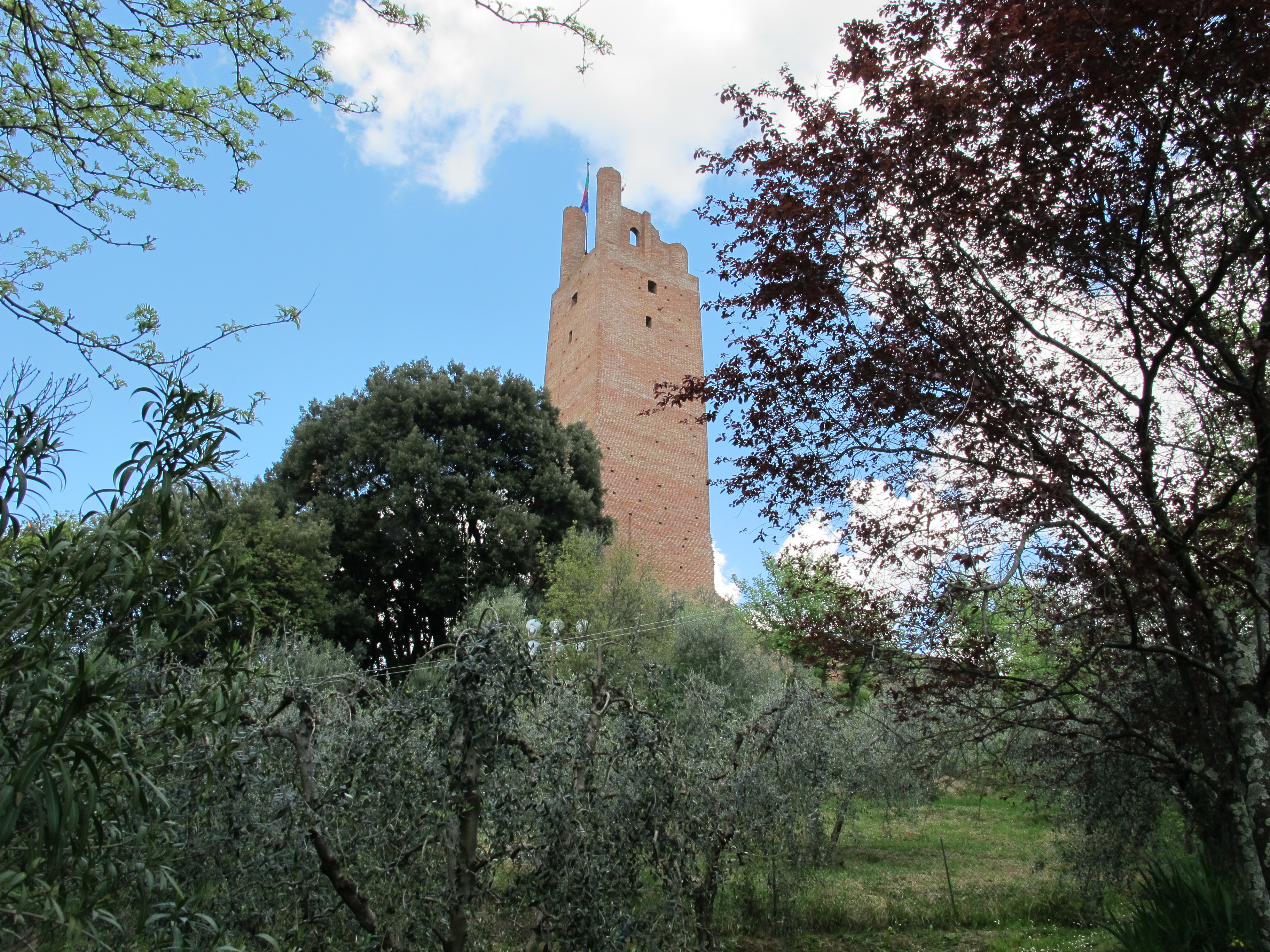
Torre di Federico II

San Miniatos Bedeutung erreichte im 13. Jahrhundert ihren Höhepunkt, als Kaiser Friedrich II. der Stadt zahlreiche Privilegien verlieh, sie aber auch aus militärischen Gründen völlig umbauen ließ und sie schließlich dem kaiserlichen Vikar der Toskana als Amtssitz zuwies. Der Aufstieg San Miniatos fällt mit dem Abstieg San Genesios zusammen, das erst seine Aufgabe als Pfarrbezirk verlor und 1248 schließlich ganz zerstört wurde.
Nach dem Ende der Stauferherrschaft und Jahren der Bedrohung durch den Krieg zwischen Siena und Florenz um die Vorherrschaft in der Toskana, begab sich San Miniato 1347 unter die Oberherrschaft von Florenz und wurde 1370 Sitz des florentinischen Vikars des unteren Valdarno.
San Miniato ist auch als Stammsitz eines Zweiges der Familie Bonaparte bekannt, deren Grablege sich in der Kirche des Franziskanerklosters San Francesco befindet. Kaiser Napoleon I., der aus dem seit etwa 1200 zu den Patriziern von Sarzana gehörenden Familienzweig stammte, welcher 1490 nach Korsika gegangen war, besuchte seine entfernte Verwandtschaft in San Miniato mehrfach.
Seit 1622 ist San Miniato Sitz des gleichnamigen Bistums.
Im Jahr 1881 hatte San Miniato 3147 Einwohner.

## Wappen
Blasonierung: „In Rot ein gekrönter goldener Löwe, in der rechten Pranke ein goldenes Schwert (Dolch) haltend.“
Über dem Schild eine rundum gezinnte dreitürmige goldene Mauerkrone, Schild umgeben von zwei mit grünem Band verbundenen Lorbeerzweigen in natürlichen Farben, im silbernen Spruchband darunter der Wahlspruch (Motto) aus Vergils Äneis: Sic nos in sceptra reponis – „So bringst du uns zur Herrschaft zurück“ (P. Vergilius Maro, Aeneis I, 253).

## Sehenswürdigkeiten
Das Stadtbild und die Kunstschätze des heutigen San Miniato sind das Resultat von Epochen wirtschaftlicher und kultureller Prosperität. Das architektonische Erbe hat, mit Ausnahme der Burg, seinen Ursprung in der ersten Hälfte des 14. Jahrhunderts. Nach einer Zeit des wirtschaftlichen und gesellschaftlichen Niedergangs fand in der zweiten Hälfte des 16. Jahrhunderts eine bauliche Erneuerung statt. Schließlich gab es Anfang des 18. Jahrhunderts dank Bischof Giovanni Francesco Poggi noch einmal eine Zeit des städtebaulichen Wandels.

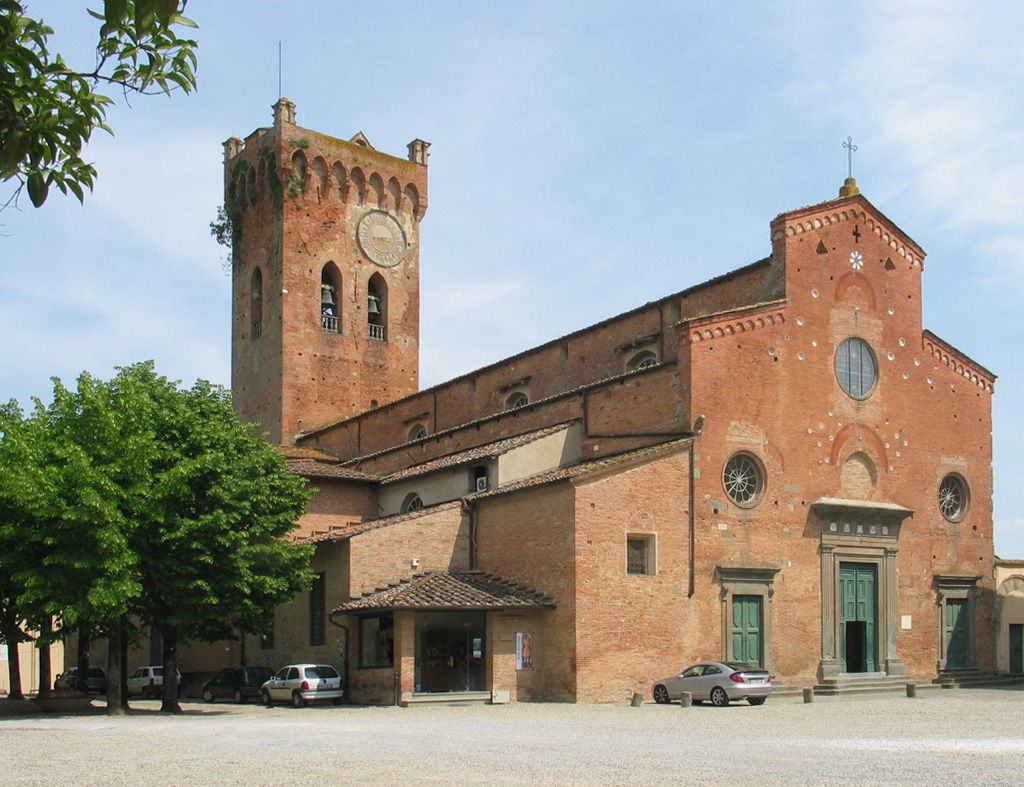
Domplatz

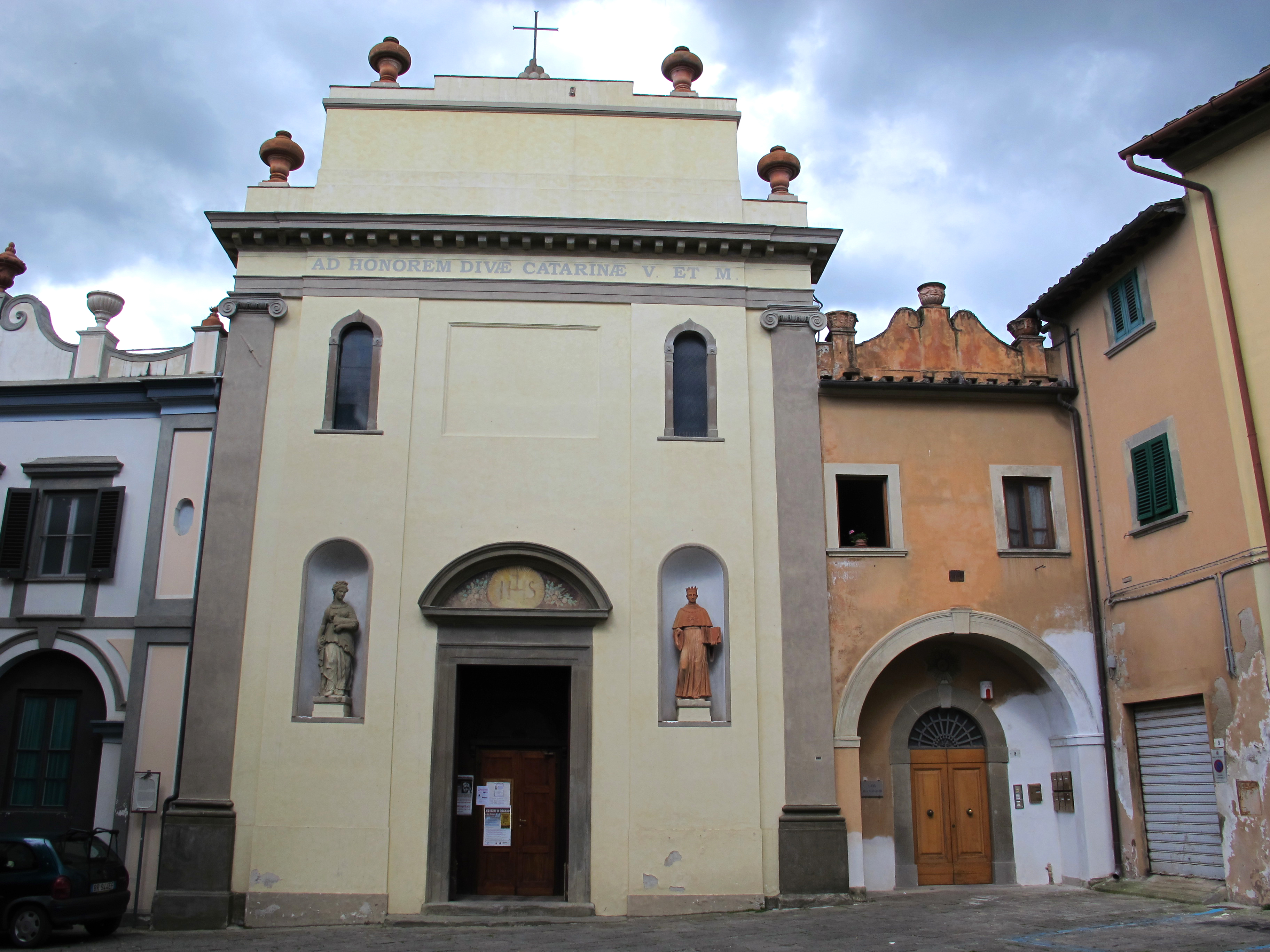
Die Kirche Santa Caterina

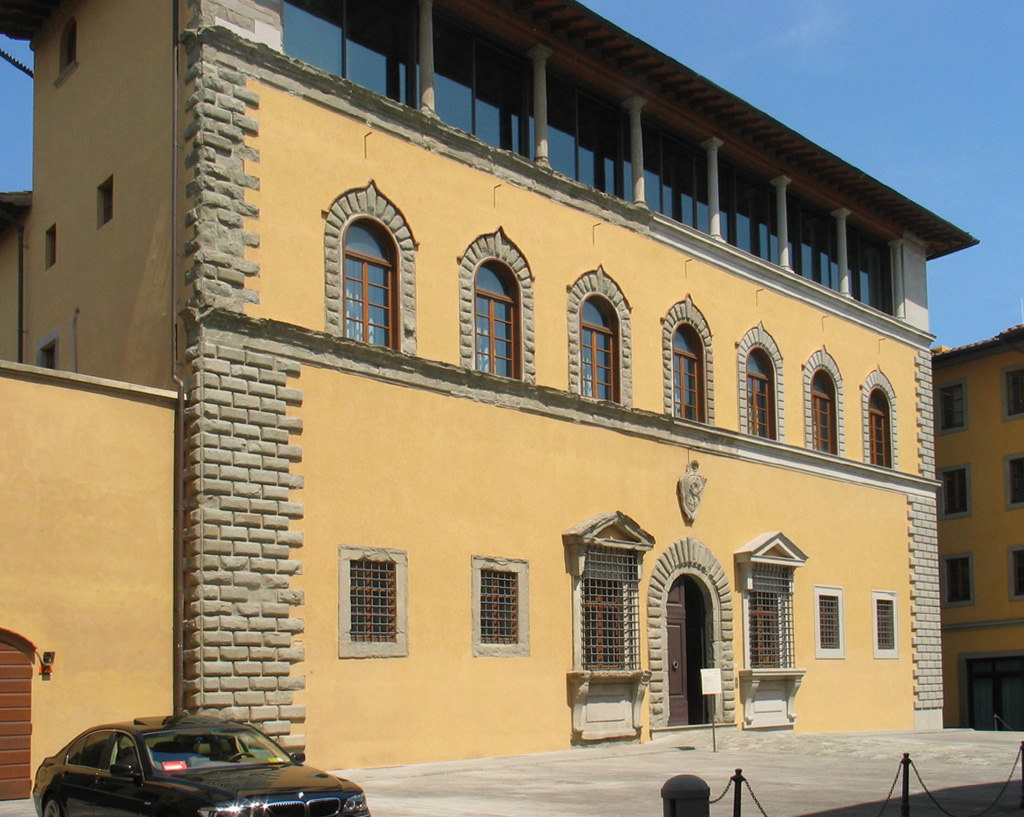
Renaissance-Palast Grifoni

- Eine Sehenswürdigkeit, die San Miniato schon von weitem eine unverwechselbare Silhouette verschafft, ist der „Turm Friedrichs II.“ (Torre di Federico II). Es ist der einzige größere Rest der Kaiserburg Kaiser Friedrichs II. von 1218, die ansonsten bis auf die Grundmauern abgerissen wurde. Auch den Turm hatten deutsche Soldaten 1944 gesprengt, er wurde 1958 rekonstruiert.

- Ein dreifaches Zugangssystem führt auf den Domplatz. Hier befinden sich der im 14. Jahrhundert auf drei älteren Gebäuden errichtete Bischofspalast sowie der Palast der Landvögte. Der Dom, die einstige Pfarrkirche Santa Maria aus dem 13. Jahrhundert mit ihrer romanischen Fassade steht auf dem Areal der alten Kaiserburg. Der im 12. Jahrhundert erbaute Glockenturm Torre di Matilde diente ursprünglich als Wacht- und Verteidigungsturm und wurde schließlich in den Domkomplex integriert.

- Auf das 13. Jahrhundert geht die Kirche Santa Caterina zurück. Sie war bis 1744 das Domizil eines Konvents der Augustiner. Das einschiffige Bauwerk beherbergt Holzschnitzereien aus der Werkstatt von Giovanni Pisano, die Leben und Legenden des hl. Nikolaus von Tolentino darstellen.

- Die Kirche SS. Jacopo e Lucia wurde im 14. Jahrhundert errichtet. Zu ihrer Ausstattung gehört das prächtige, von Donatello geschaffene Grabmal des Arztes Giovanni Chellini.

- Zwischen Palästen aus dem 16. bis 18. Jahrhundert liegt die historische Piazza Bonaparte. In der Mitte steht das von Pampaloni geschaffenen Denkmal des Großherzogs Leopold II. Eines der interessantesten Gebäude San Miniatos aus dem 16. Jahrhundert ist der Bonaparte Palast. Der korsische Zweig der Familie Bonaparte stammt aus einem Samminiateser Adelsgeschlecht. Als Kind soll Napoleon I. zweimal bei seinen Verwandten in San Miniato gelebt haben und sie als Kaiser oftmals besucht haben.

- An den Hang des Haupthügels lehnt sich der Komplex des 1211 gegründeten Klosters San Francesco. Es war über viele Jahrhunderte ein blühendes Franziskanerzentrum. Im 15. Jahrhundert stand es unter der Leitung S. Borromeo und S. Bernardo, die später in Oxford und an der Sorbonne lehren sollten. Die Klosterkirche San Francesco geht auf eine 783 zu Ehren des hl. Minias erbaute Kirche zurück, die 1276 im Stil einer Franziskanerkirche umgestaltet wurde.

- Auf der anderen Hügelseite befindet sich das Heiligtum des Santissimo Crocifisso aus dem Jahr 1705, in dem ein als wundertätig angesehenes Holzkreuz aus dem 12. Jahrhundert verehrt wird. Der Entwurf des Bauwerkes in Form eines griechischen Kreuzes stammt von Anton Maria Ferri, dem es gelang, den Barock-Bau in das mittelalterliche Stadtbild einzubeziehen.

- Gegenüber dem Heiligtum stehen der Palazzo del Comune (Rathaus) mit dem ursprünglichen, freskengeschmückten Ratssaal hinter einer Fassade aus dem 19. Jahrhundert. Neben dem Rathaus befindet sich das Loretino-Oratorium mit Bildtafeln von Francesco Lanfranchi, Bruder des berühmten Andrea del Sarto, sowie mit einem Holzaltar aus dem Jahr 1527.

- Der Platz der Republik wird auf seiner Südseite vom Seminar-Palast begrenzt. Das Priesterseminar wurde 1713 eröffnet. Sein charakteristisches Äußeres verdankt das Bauwerk den Fresken von Francesco Di Pietro Chimenti aus Fucecchio.

- Beispiele der Renaissance-Architektur in San Miniato sind der Palazzo Formichini, Sitz der Sammlung der Cassa di Risparmio (mit Werken von Guercino, Lorenzo di Bicci, Jacopo del Sellaio, Cigoli und Giovanbattista Naldini), und vor allem der 1555 von Giuliano di Baccio d’Agnolo erbaute Palazzo Grifoni. Talwärts gelangt man zur Kirche Santissima Annunziata, in der Reliquien der hl. Dorothea von Kappadozien aufbewahrt werden. Sie wird von einer achteckigen Kuppel gekrönt und hat einen bemerkenswerten Glockenturm. Dahinter befindet sich das Kloster Santa Chiara.

## Regelmäßige Veranstaltungen

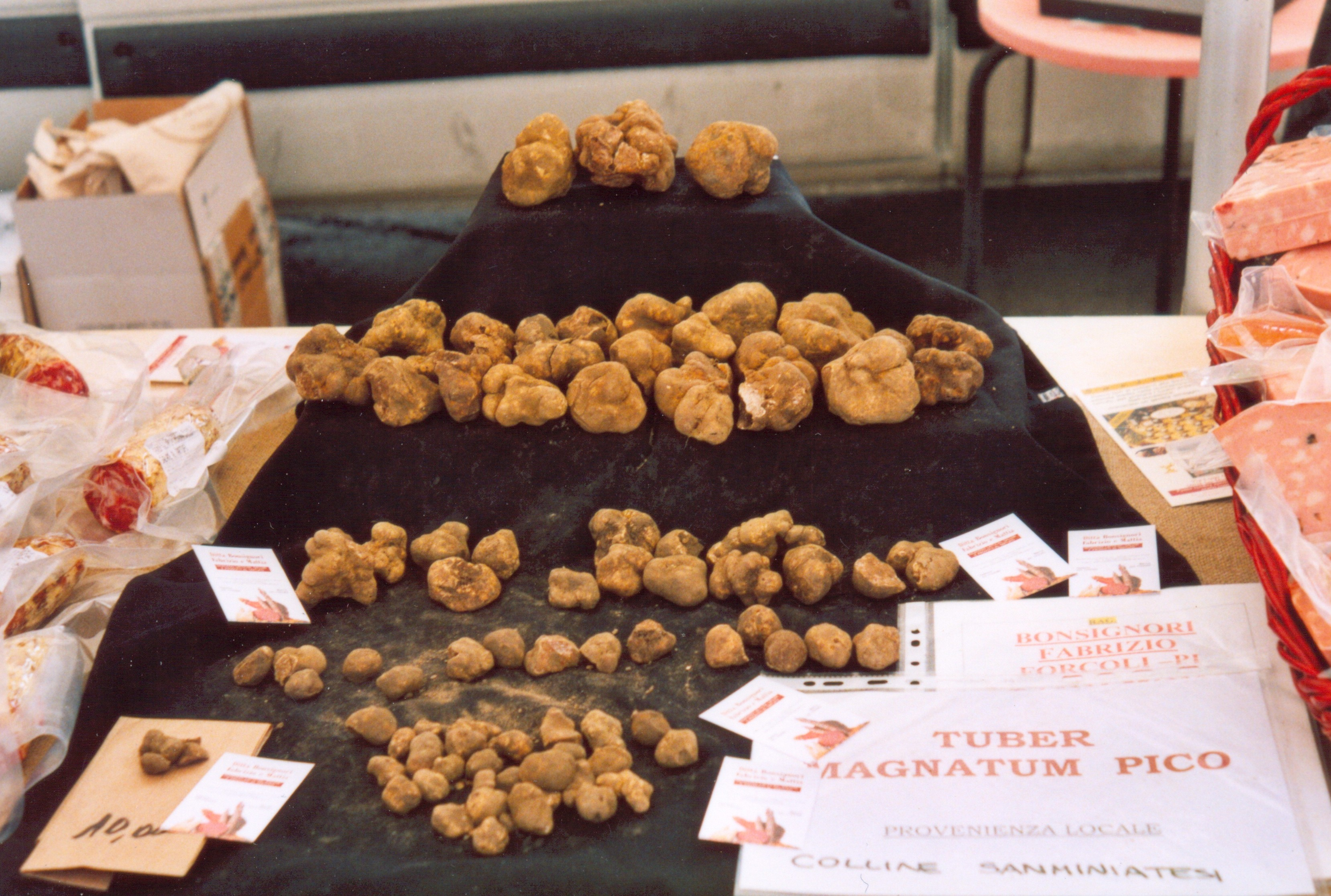
Stand auf dem Trüffelmarkt in San Miniato

- Mostra Mercato Nazionale del Tartufo Bianco di San Miniato – Seit 1969 findet dieser Trüffelmarkt alljährlich an drei Wochenenden im November statt. Es werden Weiße Trüffeln (Tuber magnatum Pico) aus der Gegend um San Miniato und andere gastronomische Produkte angeboten.

## Städtepartnerschaften
San Miniato unterhält mit folgenden Städten Städtepartnerschaften:
- Silly, Belgien
- Villeneuve-lès-Avignon, Frankreich
- Apolda, Deutschland
- Bethlehem, Palästinensische Autonomiegebiete

## Söhne und Töchter der Stadt
- Francesco Sforza (1401–1466), Gründer der Dynastie der Sforza in Mailand
- Mario Mascagni (1881–1948), Komponist und Dirigent
- Andrea Mascagni (1917–2004), Musiker und Politiker
- Vittorio Taviani (1929–2018), Filmregisseur
- Paolo Taviani (1931–2024), Filmregisseur
- Ivano Maffei (* 1958), Radrennfahrer
- Massimiliano Mori (* 1974), Radrennfahrer